# Fernando Mamede
Fernando Eugénio Pacheco Mamede ComM (Beja, 1 de novembro de 1951), mais conhecido por Fernando Mamede, é um antigo atleta português, que participou nos Jogos Olímpicos de 1972, 1976 e 1984, nas provas dos 800, 1500, 10000 metros e estafetas 4x400 m. Atleta do Sporting Clube de Portugal durante toda a sua carreira, bateu recordes internacionais de atletismo. Foi um dos fundistas portugueses com maior relevo, e deteve o recorde mundial dos 10 000 metros entre 1984 e 1989. Apesar do seu reconhecido talento natural, nunca conseguiu ultrapassar as barreiras psicológicas inerentes ao desporto de alta competição, conseguindo apenas medalhar por uma ocasião, em grandes competições internacionais.

## Carreira
Fernando Mamede começou a sua carreira desportiva no futebol, tendo o sonho de um dia representar a equipa do seu coração, o Sporting Clube de Portugal. A passagem para o atletismo dá-se no dia em que participa no Campeonato Distrital de Corta-Mato, realizado em Beja. O jovem Mamede vence a prova, e de forma convincente, suficiente para ganhar o gosto pela modalidade, que não mais largaria. Primeiro no desporto escolar e depois ao serviço do Sporting, que o convida para o clube, logo a seguir a uma vitória sua nos 1000 metros, à frente de vários atletas federados. O jovem de Beja nem hesita e assina de imediato pela sua equipa de sempre. Apesar de representar oficialmente os Leões, continuou a residir na sua terra natal, até perfazer 18 anos de idade.
Em 1969 dá-se a mudança definitiva para a capital e o início de uma carreira notável.
Foi ainda como atleta júnior que Fernando Mamede bateu o primeiro de muitos recordes nacionais absolutos. No ano de 1970, bateu o recorde nacional dos 800 metros por mais de um segundo de diferença, na cidade de Bruxelas. Estava dado o mote para uma carreira cheia de registos notáveis, às quais apenas faltariam as medalhas em grandes competições internacionais, ao serviço de Portugal. A juntar ao recorde, o atleta sagrou-se campeão nacional de pista e de corta-mato e participou no Campeonato do Mundo de juniores, em Paris. Antes da sua estreia nas Olimpíadas bisou na conquista dos seus títulos nacionais e conseguiu inúmeras vitórias em estafetas, sempre ao serviço do seu clube. O seu máximo nacional seria revalidado em 1971 por mais duas vezes, em Barcelona e Helsínquia.

### Participação Olímpica
A primeira participação do atleta alentejano em Jogos Olímpicos acontece em 1972, numa edição marcada pelos terríveis acontecimentos do massacre de Munique. Mamede participa em três provas, 800 metros, 1500 metros e estafeta de 4x400 metros, recaindo sobre si muita esperança por parte do atletismo português. Mas surpreendentemente, em todas elas tem o mesmo destino, a precoce eliminação na fase das qualificações. Sobrou apenas a pequena consolação de ter atingido o recorde de Portugal na categoria de estafetas, com o tempo de 3:10.00. Fernando Mamede deu um contributo decisivo, pois realizou o último percurso. Dois anos depois da frustrante participação olímpica, estreia-se nos campeonatos da Europa, nas disciplinas de 800 metros e 1500 metros, com eliminações nas meias-finais e qualificações, respetivamente. O atleta continuava a não corresponder nas grandes competições internacionais, acusando em demasia a pressão do momento. A nível nacional, vencia tudo o que havia para vencer, somando títulos atrás de títulos, ao serviço do Sporting. Teve como treinador e figura tutelar Mário Moniz Pereira.
Aos 25 anos de idade, participa pela segunda vez nos Jogos, desta feita em Montreal. Na estreia dos 800 metros acaba mais uma vez eliminado à primeira. Na prova dos 1500 metros tudo começa dentro do previsto, com a qualificação fácil para as meias-finais. Infelizmente para as cores nacionais, Mamede fez uma prova muito aquém das expectativas na sua semifinal, fazendo o pior tempo da sua série, e o segundo pior tempo no conjunto das duas provas, com 3:42.59, muito longe da sua melhor marca, que lhe daria tranquilamente um lugar na final olímpica. Portugal conquistaria a sua primeira medalha olímpica da história, com a prata de Carlos Lopes nos 10 000 metros. Fernando Mamede começava a cimentar a sua fama de atleta de eleição, que nos grandes momentos cedia inevitavelmente à pressão do momento.
Inicialmente, compatibilizava o cumprimento do serviço militar obrigatório num quartel em Lisboa, depois de ter evitado embarcar para Moçambique graças ao pagamento de 15 000 escudos por parte do Sporting e da Federação Portuguesa de Atletismo, com os treinos de atletismo. Em abril de 1975, no contexto do processo revolucionário em curso (PREC), e incomodado com o tumultuoso período que se vivia nas Forças Armadas, optou por passar à disponibilidade.

### Vitórias internacionais
No antecâmara dos Europeus de Praga, 1978, Fernando Mamede ajudou o seu clube a conquistar a 1.ª Taça dos Campeões Europeus de corta-mato. Na capital checa, voltou a fraquejar, não passando do 15.º Lugar, dos 5000 metros, prova para a qual tinha naturais esperanças de medalhar, pois havia estabelecido uma das melhores marcas do ano, no meeting de Estocolmo, com o tempo de 13.17,78. Os anos que se seguiram a esta desilusão, foram os melhores da sua carreira. Foi considerado o atleta do ano de 1979, pelo Clube Nacional da Imprensa Desportiva, revalidou o título de campeão da Europa por equipas, em corta-mato e sagrou-se campeão europeu ao serviço do Sporting, na prova dos 10 000 metros. No ano seguinte, e nesta mesma distância, dois grandes registos: torna-se no recordista da Europa, no Estádio José Alvalade e bate a marca mundial do ano, com o fantástico tempo de 27 minutos e 37,88 segundos. Quando conquista a medalha de bronze nos mundiais de cross, em Madrid 1981, já era considerado um dos melhores corredores do mundo. Começou por exercer funções no departamento de Contabilidade e depois no departamento de Futebol do Sporting. Posteriormente, frequentou o Curso de Comércio durante dois anos, quando optou por interrompê-lo e entrar em 1980 para os quadros da secção de Organização do Crédito Predial Português, onde desempenhou funções administrativas e de secretariado.
No ano de 1982, com 31 anos de idade, sagra-se vencedor do meeting de Paris, em 10 000 metros, a sua prova de eleição. Triunfa no meeting de Zurique, em 5000 metros, no ano seguinte e na S. Silvestre em Hoilles, realizada França. Era por esta altura um valor seguro no atletismo português, faltando-lhe apenas a confirmação em provas de nomeada.

### Recorde do Mundo e fracasso Olímpico
A desilusão que foi a participação nos primeiros campeonatos do Mundo de atletismo, realizados em Helsínquia, seria um sinal de que os problemas de índole psicológica, que o atacavam nos grandes momentos, ainda estavam bem presentes. Um atleta fortíssimo em meetings, empolgante na sua forma própria de correr, que infelizmente não confirmava todo o seu potencial nos grandes certames. Ficou em 10.º Lugar nos Mundiais, muito longe do lugar no pódio pretendido. Em dezembro de 1983, abriu a loja Mamede Sport na Avenida de Roma, em Lisboa, tendo como sócio António Montez, representante da marca Asics Tiger. A mulher de Fernando Mamede, Alzira, deixou o trabalho no Sporting e passou a dedicar-se à loja, que decoraram com os troféus e taças vencidos por Fernando Mamede.
No entanto, em 1984 torna-se no recordista mundial dos 10 000 metros, numa corrida em que bateu o seu colega português e do Sporting, Carlos Lopes. Na capital sueca, Estocolmo, os dois acabaram a dar a volta à pista de mãos dadas, sinal de uma rivalidade sadia. À partida para os Jogos Olímpicos de Los Angeles, nem um mês depois do seu recorde do mundo, a pressão nos ombros de Fernando Mamede era enorme. Era já o grande favorito ao ouro olímpico e a participação na prova de qualificação acentuou ainda mais o fosso para os seus concorrentes diretos. Mamede ganhou tranquilamente a sua prova, com o tempo de 28:21.87. A final, colocou os portugueses junto ao pequeno ecrã, madrugada dentro, na expectativa de vibrarem com um título olímpico português. A meio da corrida, o corredor alentejano, recordista mundial da distância, cedeu à pressão e desistiu, frustrando aquela que foi a sua grande chance de conquistar uma medalha em grandes competições, durante toda a sua carreira.
Fernando Mamede continuou a vencer os vários meetings e campeonatos nacionais disputados, até ao final da sua carreira. O seu recorde mundial de 10 000 metros só caiu em 1989, para o mexicano Arturo Barrios, numa prova disputada em Berlim. Foi o maior feito da carreira do corredor de Beja, que durou 21 anos. Para a história ficaram as suas impressionantes marcas, mas também a fragilidade psicológica, dum atleta, que tinha potencial para outros patamares, mas a quem faltou outro tipo de acompanhamento e preparação mental para os momentos decisivos.
A 4 de fevereiro de 1989, foi agraciado com o grau de Comendador da Ordem do Mérito.
Nos últimos anos da carreira desportiva, o Crédito Popular Português recusava dar-lhe as dispensas a que tinha direito por ser atleta de alta competição. Em 1990, deixou funções no Crédito Popular Português e foi trabalhar novamente para o Sporting, como adjunto de Mário Moniz Pereira. Saiu do Sporting pouco depois, tendo sido afastado por José de Sousa Cintra, a quem não apoiou para a presidência do clube. Antes de se reformar, trabalhou ainda na Câmara Municipal da Azambuja e depois novamente no Sporting.
Em Beja, foi nomeado em sua homenagem o Complexo Desportivo Fernando Mamede.

## Vida pessoal
Fernando Mamede nasceu a 1 de novembro de 1951, em Beja, numa casa da Rua da Casa Pia, filho único de Joaquim, alfaiate, e de Custódia, doméstica. Aos três anos, teve uma doença pulmonar grave que quase lhe tirou a vida. O pai, Joaquim Mamede, acabaria por falecer em novembro de 1972, aos 48 anos, depois de ter tido uma trombose.
Casou na igreja de S. José, em Lisboa, a 5 de setembro de 1971, com Alzira da Conceição Ponte Brás, então com 24 anos, natural de Algoz, Silves, e sua colega no Departamento de Contabilidade do Sporting Clube de Portugal. Do casamento nasceu uma filha, Patrícia Mamede, a 15 de novembro de 1973, no Hospital de Santa Maria, em Lisboa.

## Palmarés

### Jogos Olímpicos
- Los Angeles 1984 (5000 metros) - (Desistiu)
- Montreal 1976 (1500 metros) - (Meias-Finais)
- Montreal 1976 (800 metros) - (Qualificações)
- Munique 1972 (1500 metros) - (Qualificações)
- Munique 1972 (800 metros) - (Qualificações)
- Munique 1972 (4x400 metros) - (Qualificações)

### Campeonatos do Mundo
- Helsínquia 1983 (5000 metros) - (10.º lugar)

### Campeonatos da Europa
- Praga 1978 (5000 metros) - (15.º lugar)
- Roma 1974 (1500 metros) - (Qualificações)
- Roma 1974 (800 metros) - (Meias-Finais)

### Feitos Desportivos
- Campeonato Mundial de Corta-Mato, Madrid 1981 - (Medalha de Bronze)
- 27 recordes nacionais
- 1 recorde mundial (10000 metros)
- 3 recordes europeus
- 20 títulos nacionais

## Recordes pessoais
- 1500 metros - 3:37.98 (Montreal, 1979)
- 5000 metros - 13.08,54 (Tóquio, 1983)
- 10 000 metros - 27:13.81 (Estocolmo, 1984)